# Анализ Фурье

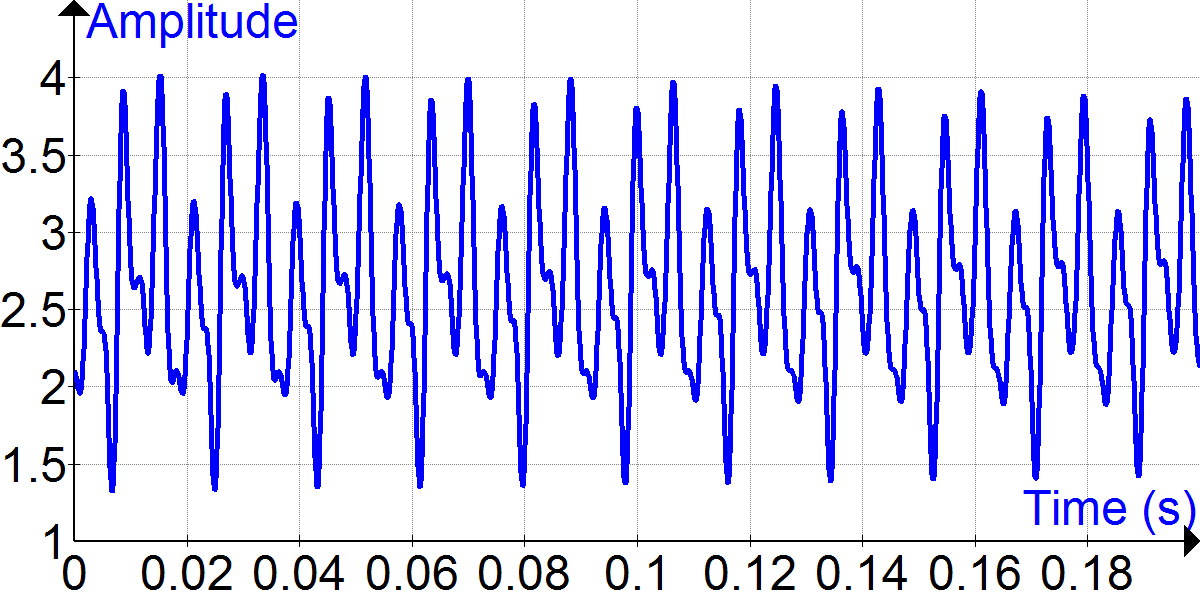
Сигнал струны бас гитары, что играет ноту A («Ля» — 55 Гц).

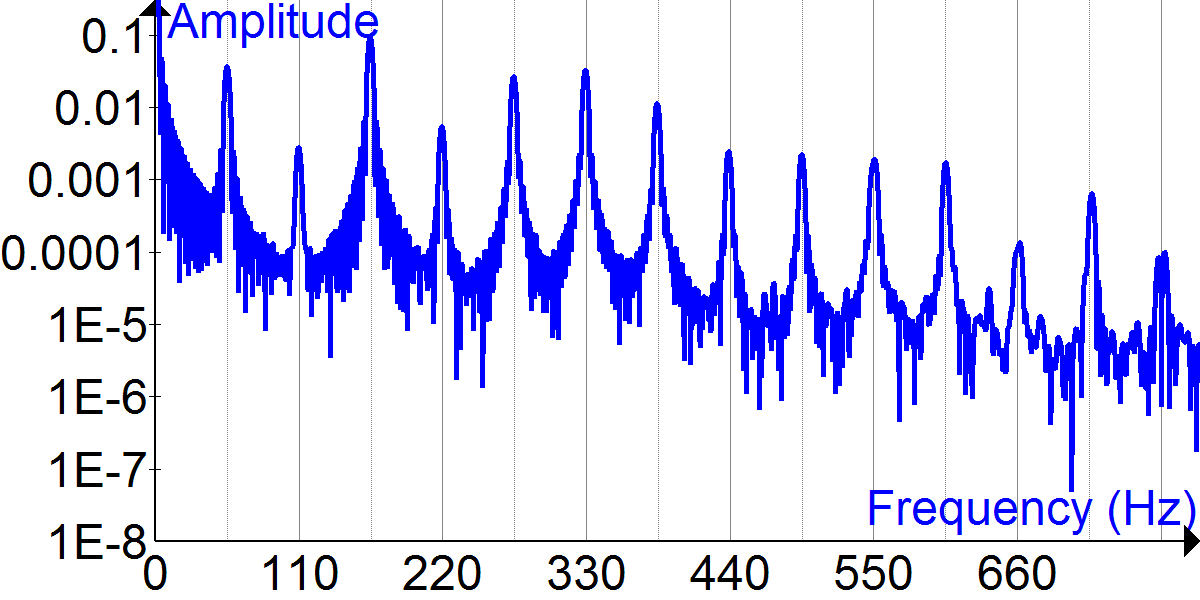
Распределение Фурье временного сигнала звука бас гитары для открытой струны A (55 Гц). Анализ Фурье позволяет выявить колебательные компоненты сигналов и функций.

Анализ Фурье — направление в анализе, изучающее каким образом общие математические функции могут быть представлены либо приближены через сумму более простых тригонометрических функций. Анализ Фурье возник при изучении свойств рядов Фурье, и назван в честь Жозефа Фурье, который показал, что представление функции в виде суммы тригонометрических функций значительно упрощает изучение процесса теплообмена.
Анализ Фурье находит применение при решении широкого спектра математических задач. В науке и технике, процесс разложения функции на колебательные компоненты называют анализом Фурье, а оперирование и восстановление функций из таких частей — синтезом Фурье.
Например, при определении, какие именно компоненты частот присутствуют в музыкальной ноте, применяют анализ Фурье к выбранной музыкальной ноте. После чего можно синтезировать тот же звук используя те частотные компоненты, которые были обнаружены при анализе.
Процесс разложения называется преобразованием Фурье.

## Применение
Анализ Фурье имеет много применений в науке — в физике, дифференциальных уравнениях с частными производными, теории чисел, комбинаторике, обработке сигналов, обработке цифровых изображений, теории вероятности, статистике, судебной экспертизе, криптографии, численном анализе, акустике, океанографии, геометрии, структурном анализе белков и других областях.
Такая широкая применимость обусловлена многими полезными свойствами преобразования:
Преобразование является линейным отображением и, при соответствующей нормализации, также унитарным (это свойство известно как теорема Парсеваля или, в более общем случае, как теорема Планшереля, и вообще благодаря понятию двойственности Понтрягина).
- Преобразование, как правило, является обратимым.
- Показательные функции являются собственными функциями для операции дифференцирования, это значит, что такое представление превращает линейные дифференциальные уравнения с постоянными коэффициентами в обычные алгебраические уравнения (Evans 1998). Таким образом, можно анализировать поведение линейных стационарных систем независимо для каждой частоты.
- Благодаря теореме о свёртке преобразования Фурье превращают сложную операцию свёртки в простое умножение, что означает, что такие преобразования позволяют производить расчёты с операциями на основе свёрток, такими, как умножение многочленов и умножения больших чисел, эффективным способом[2].
- Дискретная версия преобразования Фурье может быстро рассчитываться компьютерами с использованием алгоритмов быстрого преобразования Фурье (FFT)[3].

В судебной экспертизе при использовании лабораторных инфракрасных спектрофотометров применяют анализ преобразования Фурье для измерения длины волны света, при которой материал будет поглощать инфракрасный спектр. Метод преобразования Фурье используется для декодирования измеренных сигналов и записи данных о длине волны. А при использовании компьютера такие вычисления используются быстро, поэтому такое компьютерно-управляемое устройство может выдать спектр поглощения инфракрасного излучения за считанные секунды.
Преобразование Фурье также используют для компактного представления сигнала. Например, алгоритм сжатия JPEG использует модификацию преобразования Фурье (дискретного косинусного преобразования) для небольших квадратных фрагментов цифрового изображения. Компоненты Фурье каждого квадрата округляются до меньшей арифметической точности, а незначительными компонентами пренебрегают, поэтому оставшиеся компоненты можно хранить очень компактно. При реконструкции изображения каждый квадрат восстанавливается из сохранившихся приближенных компонентов преобразования Фурье, которые потом обратно превращаются в приближенно восстановленное исходное изображение.

## Варианты анализа Фурье

### (Непрерывное) преобразование Фурье
Чаще всего, без уточнения, преобразование Фурье обозначает применение к преобразованию непрерывных функций действительного аргумента, результатом которого является непрерывная функция частоты, известная как распределения частоты. Одна функция переходит в другую, а сама операция является обратимой. Когда областью определения входной (начальной) функции есть время (t), а областью определения исходной (финальной) функции является частота, преобразование функции s(t) при частоте f задается следующим образом:
{\displaystyle S(f)=\int _{-\infty }^{\infty }s(t)\cdot e^{-2i\pi ft}\,dt.}
Расчет этой величины при всех значениях f образует функцию в частотной области. Тогда s(t) можно представить как рекомбинации комплексных экспонент для всех возможных частот:
{\displaystyle s(t)=\int _{-\infty }^{\infty }S(f)\cdot e^{2i\pi ft}\,df,}
что является формулой для обратного комплексного числа, S( f ), содержит в себе одновременно амплитуду и фазу частоты f.

### Ряд Фурье
Преобразование Фурье периодической функции, sP(t), с периодом P, становится функцией, которая является гребёнкой Дирака, модулированной последовательностью комплексных коэффициентов:
{\displaystyle S[k]={\frac {1}{P}}\int _{P}s_{P}(t)\cdot e^{-2i\pi {\frac {k}{P}}t}\,dt}
для всех целых значений k, и где ∫P является интегралом в области интервала длиной P.
Обратное преобразование, известное как ряд Фурье, является представлением sP(t) в терминах суммы потенциально бесконечного числа гармонично связанных синусоид или комплексных экспоненциальных функций, каждая из которых имеет амплитуду и фазу, заданная одним из коэффициентов:
{\displaystyle s_{P}(t)=\sum _{k=-\infty }^{\infty }S[k]\cdot e^{2i\pi {\frac {k}{P}}t}\quad {\stackrel {\displaystyle {\mathcal {F}}}{\Longleftrightarrow }}\quad \sum _{k=-\infty }^{+\infty }S[k]\,\delta \left(f-{\frac {k}{P}}\right).}
Когда sP(t) задается как периодическая сумма другой функции, s(t):
{\displaystyle s_{P}(t)\,{\stackrel {\text{def}}{=}}\,\sum _{m=-\infty }^{\infty }s(t-mP),}
коэффициенты пропорциональны элементам S( f ) для дискретных интервалов P:
{\displaystyle S[k]={\frac {1}{P}}\cdot S\left({\frac {k}{P}}\right).}
{\displaystyle \int _{P}\left(\sum _{m=-\infty }^{\infty }s(t-mP)\right)\cdot e^{-2i\pi {\frac {k}{P}}t}\,dt=\underbrace {\int _{-\infty }^{\infty }s(t)\cdot e^{-2i\pi {\frac {k}{P}}t}\,dt} _{{\stackrel {\mathrm {def} }{=}}\,S\left({\frac {k}{P}}\right)}}
Достаточным условием для восстановления s(t) (и таким образом S( f )) только из этих элементов (то есть из ряда Фурье) является то, что ненулевой отсчет s(t) будет ограничен известным интервалом длиной P, с удвоением частотной области в соответствии с теоремой отсчетов Найквиста-Шеннона.